# Akihabara
Akihabara (秋葉原) é como é chamado uma famosa área no bairro de Sotokanda e Kanda Sakumacho da província de Chiyoda, Tóquio, Japão. O nome Akihabara é uma abreviação de Akibagahara (秋葉が原, "campo de folhas do outono"), que em última análise vem de Akiba (アキバ), em homenagem a um santuário, dedicado a uma divindade do fogo, que foi construído após a área ter sido destruída por um incêndio em 1869.

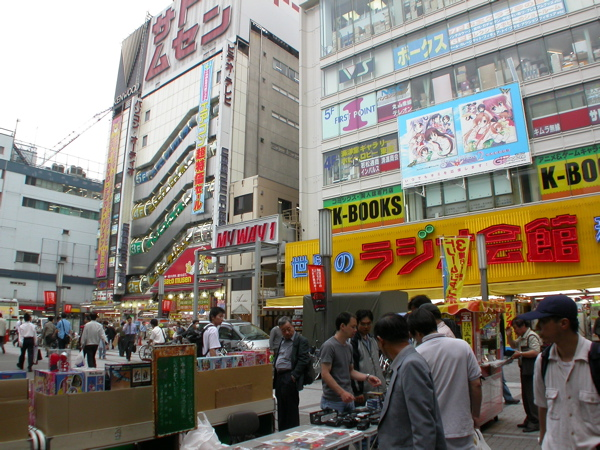
Movimentada rua de Akihabara

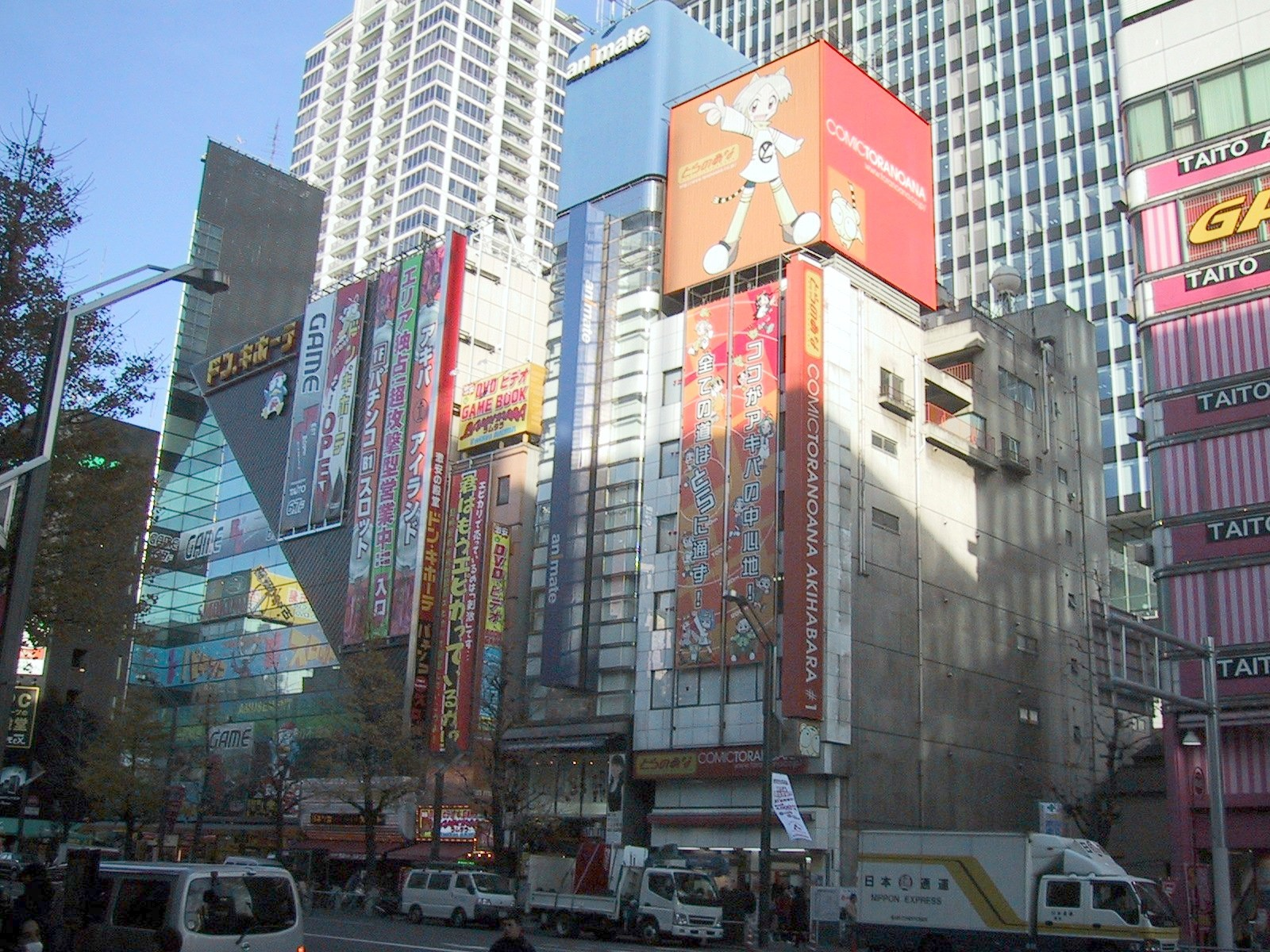
Fachadas de prédios em Akihabara, lembrando muito as revistas de mangá

Akihabara ganhou o apelido de bairro dos eletrônicos de Akihabara (秋葉原電気街, Akihabara Denki Gai) logo após a Segunda Guerra Mundial, por ser um importante centro de compras de eletrodomésticos e um mercado negro do pós-guerra. Hoje em dia, Akihabara é considerada por muitos um centro cultural otaku e um distrito de compras de video games, anime, mangá e computadores. Ícones populares dos animes e mangás são mostrados nas lojas da região, e inúmeros Maid Cafés são encontrados por todo o distrito.

## Geografia
A principal região de Akihabara localiza-se em uma rua a oeste da Estação de Akihabara, onde a maior parte das lojas se situam. A maioria das lojas de eletrônicos estão a oeste da estação, e as lojas de anime e mangá e cosplay cafés a norte.

## História
A região que hoje é conhecida como Akihabara era como uma cidade de entrada para Edo e serviu como uma passagem entre a cidade e o noroeste do Japão. Isto fez da região um lar para muitos artesãos e comerciantes, bem como alguns samurais de classe baixa. Um dos incêndios de Tóquio destruiu a região em 1869 e o povo decidiu substituir os edifícios da área por um santuário chamado Chinkasha, que significa santuário da extinção do fogo, em uma tentativa de evitar a propagação de futuros incêndios. Os moradores locais apelidaram o santuário de Akiba em homenagem a uma divindade que poderia controlar o fogo, e então a região em torno dele passou a ser conhecido como Akibagahara e, mais tarde, Akihabara.

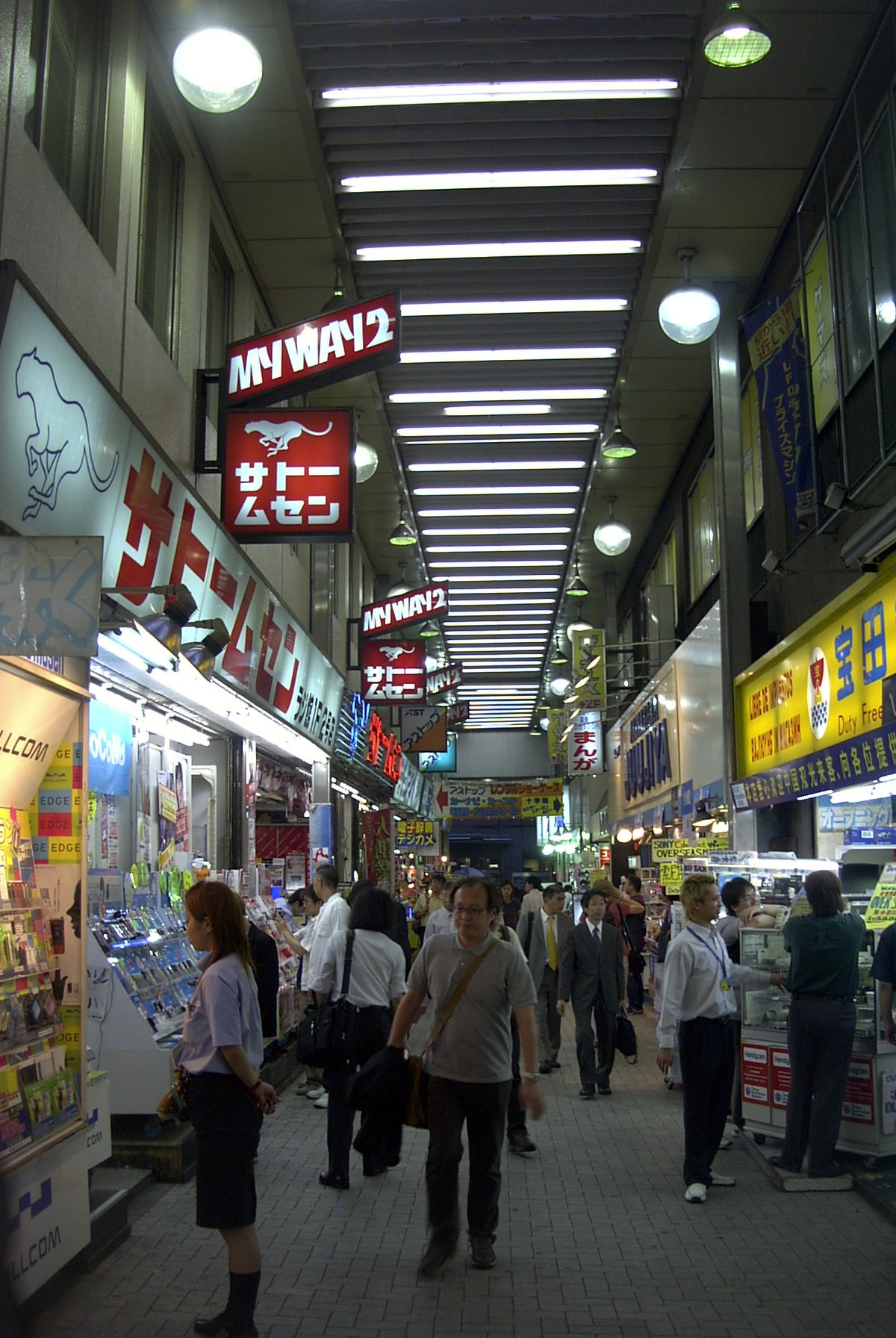
Entre as lojas de Akihabara

Em 1890, a Estação de Akihabara tornou-se um importante ponto de trânsito de mercadorias, que levou a mercados de vegetais e frutas surgirem no distrito. Então, na década de 1920, a estação viu um grande volume de passageiros após a abertura do transporte público, e após a Segunda Guerra Mundial, o mercado negro floresceu na ausência de um governo forte. Essa distância de Akihabara da autoridade do governo permitiu ao distrito crescer como um bairro mercantil e fez surgir uma excelente atmosfera de empreendedorismo. Na década de 1930, este clima tornou Akihabara em uma região mercantil orientada para o futuro e especializada em eletrodomésticos, tais como máquinas de lavar, refrigeradores, televisores e equipamentos de som, dando a Akihabara o apelo de "Bairro dos Eletrônicos".
Como os eletrodomésticos começaram a perder seu apelo futurista por volta da década de 1980, as lojas de Akihabara mudaram seu foco para computadores domésticos em uma época na qual eles eram usados apenas por especilistas ou hobistas. Esta nova especialização trouxe um novo tipo de consumidor, nerds de computador ou otaku. O mercado em Akihabara natualmente se apegou a sua nova base de clientes que era focada em anime, mangá e video games. A conexão entre Akihabara e os otakus sobreviveu e cresceu ao ponto de a região hoje ser conhecida mundialmente como um centro de cultura otaku, sendo que a maioria dos otakus considera Akihabara um lugar sagrado.

### Massacre de Akihabara
Em 8 de junho de 2008, domingo, às 12:33, um homem dirigiu por uma multidão com um caminhão e, em seguida, esfaqueou pelo menos 12 pessoas usando um punhal. Sete morreram e dez ficaram feridos. O Departamento Metropolitano de Polícia de Tóquio prendeu Tomohiro Katō (加藤 智大, Katō Tomohiro), 25, sob suspeita de tentativa de homicídio, semanas mais tarde sendo preso novamente por suspeita de homicídio. Kato foi posteriormente sentenciado a morte pela Corte do Distrito de Tóquio em 2011, e a sentença foi confirmada em segunda instância em 2012.

## CulturaOtaku

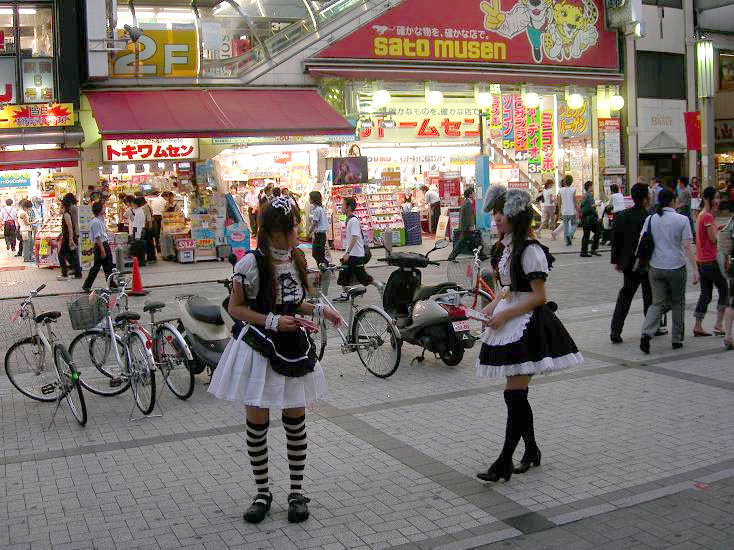
Maids promovendo maid cafés perto da estação de Akihabara

A influência da cultura otaku moldou os negócios e edifícios de Akihabara para refletir os interesses dos otaku e o distrito ganhou uma fama mundial por sua imagem distintiva. Akihabara tenta criar  o máximo possível uma atmosfera como os mundos do video game e anime que os consumidores estão acostumados. As ruas de Akihabara são cobertas de ícones do anime e mangá, e cosplayers se enfileram nas calçadas entregando propagandas, especialmente de maid cafés. O grupo AKB48, um dos maiores sucessos musicais do Japão, possui o seu próprio teatro em Akihabara, do qual o próprio nome do grupo é derivado.
Eventos de lançamento, eventos e convenções em Akihabara dão aos fãs de anime e mangá oportunidades frequentes de se encontrar com os criadores das obras que eles apreciam, fortalecendo a conexão entre a região e a cultura otaku. O projeto de muitos dos prédios serve para criar ua espécie de atmosfera que atrai os otakus. Os arquitetos projetam as lojas de Akihabara para serem mais opacas e fechadas para refletir o desejo geral de muitos otakus de viver em seus mundos de anime ao invés de mostrar seus produtos ao mundo. 
Como os otakus são em sua maior parte homens, e devido à natureza do meio, Akihabara contém algumas representações de personagens femininas sexualizadas. A abundância de cosplays café e maid cafés também coloca jovens mulheres em uma posição de pegar pedidos dos consumidores homens que eles servem, embora com consentimento delas.
O papel de Akihabara como um mercado livre também permitiu uma grande quantidade de obras amadoras encontrarem um público apaixonado entre os otakus que frequentam a área. O Doujinshi (mangá amador) tem crescido em Akihabara desde a década de 1970, quando as editoras começaram a não publicar mangás que não estavam prontos para os grandes mercados.